# Władimir Sołowjow (kosmonauta)
Władimir Sołowjow (ros. Влади́мир Алексе́евич Соловьёв, ur. 11 listopada 1946 roku w Moskwie) – radziecki kosmonauta, dwukrotny Bohater Związku Radzieckiego (1984 i 1986), Lotnik Kosmonauta ZSRR (1984).
W roku 1970 ukończył Politechnikę Moskiewską im. Baumana i podjął pracę w biurze konstrukcyjnym przy rozwiązywaniu nowych problemów techniki kosmicznej. Do zespołu kosmonautów został powołany w roku 1978. Ukończył kurs przygotowawczy do lotów w statkach typu Sojuz-T i stacji kosmicznej Salut. Był dublerem przy locie załogi radziecko-francuskiej w statku Sojuz T-6.

## Loty załogowe
- Sojuz T-10, start 8 lutego 1984
- Sojuz T-15, start 13 marca 1986[1]

## Odznaczenia i nagrody
- Złota Gwiazda Bohatera Związku Radzieckiego (dwukrotnie - 2 października 1984 i 16 lipca 1986)[2]
- Order Lenina (2 października 1984)
- Order „Za zasługi dla Ojczyzny” IV klasy (25 czerwca 2012)
- Order Honoru (26 sierpnia 1996)
- Order Przyjaźni (10 kwietnia 2004)
- Państwowa Nagroda Federacji Rosyjskiej (1999)
- Medal „Za zasługi w podboju kosmosu” (12 kwietnia 2011)
- Legia Honorowa (Francja)
- Order „Przyjaźń” II klasy (Kazachstan, 2001)[3]
- Universal Astronaut Insignia za lot orbitalny (nr 136) – Stowarzyszenie Uczestników Lotów Kosmicznych (Association of Space Explorers(inne języki))[4]